# Kris Feddersen
Kris Feddersen (ur. 30 października 1963 w Cincinnati) – amerykański narciarz, specjalista narciarstwa dowolnego. Najlepszy wynik na mistrzostwach świata osiągnął podczas mistrzostw w Lake Placid, gdzie zajął 8. miejsce w skokach akrobatycznych. Zajął także 11. miejsce w tej samej konkurencji na igrzyskach olimpijskich w Lillehammer. Był także czwarty w zawodach pokazowych skoków akrobatycznych na igrzyskach w Calgary i piąty na igrzyskach w Albertville. Najlepsze wyniki w Pucharze Świata osiągnął w sezonie 1983/1984, kiedy to zajął 8. miejsce w klasyfikacji generalnej oraz w klasyfikacji kombinacji.
W 1997 r. zakończył karierę.

## Osiągnięcia

### Igrzyska olimpijskie
| Miejsce | Dzień     | Rok  | Miejscowość | Konkurencja        | Zwycięzca            |
| ------- | --------- | ---- | ----------- | ------------------ | -------------------- |
| 11.     | 24 lutego | 1994 | Lillehammer | Skoki akrobatyczne | Andreas Schönbächler |

### Mistrzostwa świata
| Miejsce | Dzień     | Rok  | Miejscowość | Konkurencja        | Zwycięzca         |
| ------- | --------- | ---- | ----------- | ------------------ | ----------------- |
| 8.      | 17 lutego | 1991 | Lake Placid | Skoki akrobatyczne | Philippe LaRoche  |
| 9.      | 14 marca  | 1993 | Altenmarkt  | Skoki akrobatyczne | Philippe LaRoche  |
| 14.     | 19 lutego | 1995 | La Clusaz   | Skoki akrobatyczne | Trace Worthington |

#### Miejsca w klasyfikacji generalnej
- sezon 1983/1984: 8.
- sezon 1984/1985: 30.
- sezon 1986/1987: 15.
- sezon 1987/1988: 17.
- sezon 1989/1990: 17.
- sezon 1990/1991: 16.
- sezon 1991/1992: 14.
- sezon 1992/1993: 10.
- sezon 1993/1994: 18.
- sezon 1994/1995: 21.
- sezon 1995/1996: 29.
- sezon 1996/1997: 98.

#### Miejsca na podium
1. Oberjoch – 3 marca 1985 (Skoki akrobatyczne) – 3. miejsce
2. Calgary – 1 lutego 1987 (Skoki akrobatyczne) – 2. miejsce
3. Voss – 1 marca 1987 (Skoki akrobatyczne) – 3. miejsce
4. Oberjoch – 8 marca 1987 (Skoki akrobatyczne) – 3. miejsce
5. La Plagne – 19 grudnia 1987 (Skoki akrobatyczne) – 2. miejsce
6. Lake Placid – 17 stycznia 1988 (Skoki akrobatyczne) – 2. miejsce
7. Lake Placid – 14 stycznia 1990 (Skoki akrobatyczne) – 3. miejsce
8. Calgary – 27 stycznia 1990 (Skoki akrobatyczne) – 2. miejsce
9. La Clusaz – 14 marca 1990 (Skoki akrobatyczne) – 3. miejsce
10. Piancavallo – 21 grudnia 1990 (Skoki akrobatyczne) – 1. miejsce
11. Breckenridge – 20 stycznia 1991 (Skoki akrobatyczne) – 3. miejsce
12. Skole – 26 lutego 1991 (Skoki akrobatyczne) – 2. miejsce
13. Oberjoch – 3 marca 1991 (Skoki akrobatyczne) – 3. miejsce
14. Hundfjället – 21 marca 1991 (Skoki akrobatyczne) – 2. miejsce
15. Whistler Blackcomb – 12 stycznia 1992 (Skoki akrobatyczne) – 3. miejsce
16. Breckenridge – 19 stycznia 1992 (Skoki akrobatyczne) – 3. miejsce
17. Lake Placid – 25 stycznia 1992 (Skoki akrobatyczne) – 2. miejsce
18. Inawashiro – 1 marca 1992 (Skoki akrobatyczne) – 3. miejsce
19. Tignes – 11 grudnia 1992 (Skoki akrobatyczne) – 3. miejsce
20. Lake Placid – 23 stycznia 1993 (Skoki akrobatyczne) – 3. miejsce
21. Le Relais – 30 stycznia 1994 (Skoki akrobatyczne) – 3. miejsce
22. Altenmarkt – 5 marca 1994 (Skoki akrobatyczne) – 2. miejsce
23. Altenmarkt – 5 marca 1994 (Skoki akrobatyczne) – 1. miejsce
24. Le Relais – 22 stycznia 1995 (Skoki akrobatyczne) – 2. miejsce
25. Lake Placid – 28 stycznia 1995 (Skoki akrobatyczne) – 3. miejsce
26. Oberjoch – 4 lutego 1995 (Skoki akrobatyczne) – 3. miejsce
27. La Plagne – 15 grudnia 1995 (Skoki akrobatyczne) – 3. miejsce
28. Piancavallo – 20 grudnia 1995 (Skoki akrobatyczne) – 2. miejsce
29. Breckenridge – 21 stycznia 1996 (Skoki akrobatyczne) – 1. miejsce

- W sumie 3 zwycięstwa, 9 drugich i 17 trzecich miejsc.